# Капсаны (Ельский район)
Капсаны (бел. Капсаны) — деревня в Засинцевском сельсовете Ельского района Гомельской области Белоруссии.
Кругом лес.

## География

### Расположение
В 41 км на юго-запад от Ельска, 25 км от железнодорожной станции Словечно (на линии Калинковичи — Овруч), 218 км от Гомеля.

## Транспортная сеть
Транспортные связи по просёлочной, затем автомобильной дороге Засинцы — Ельск. Деревянные крестьянские усадьбы стоящией возле пересечения просёлочных дорог.

## История
По письменным источникам известна с XIX века как хутор Капцаны в Скороднянской волости Мозырского уезда Минской губернии. В 1879 году упоминается как селение Скороднянского церковного прихода. В 1931 году жители вступили в колхоз. В составе колхоза «Путь Ленина» (центр — деревня Засинцы).

## Население

### Численность
- 2004 год — 11 хозяйств, 23 жителя.

### Динамика
- 1908 год — 8 дворов, 61 житель.
- 2004 год — 11 хозяйств, 23 жителя.